# アメリカ合衆国南東部
アメリカ合衆国南東部 （アメリカがっしゅうこく なんとうぶ、Southeastern United States ）は、アメリカ合衆国南部の東側の地域であり、かつ、合衆国東部の南側の地域を示す呼称。口語表現では、サウスイースト（Southeast ）と呼ばれる。アメリカ合衆国では最も人口が多い地域のひとつである。

## 概要
「アメリカ合衆国南東部」という呼称が示す地域については、明確な定義があるわけではない。ほとんどの場合、アラバマ州、サウスカロライナ州、ジョージア州、テネシー州、ノースカロライナ州、フロリダ州及びミシシッピ州の7州が含まれる。しかし、西側に隣接するアーカンソー州やルイジアナ州が含まれる場合や、北側に隣接する諸州等（ワシントンD.C.、ウェストバージニア州、ケンタッキー州、バージニア州、メリーランド州、デラウェア州）が含まれる場合もある。